# Johan Plat
Johan Plat (Purmerend, 26 febbraio 1987) è un allenatore di calcio ed ex calciatore olandese, di ruolo attaccante, tecnico del Castellón.